# Orléanister
Orléanister kallades 1848–1883 anhängarna till det under februarirevolutionen 1848 avsatta franska kungahuset av linjen Orléans.
De flesta orléanister fanns bland den rikare medelklassen och stod i motsättning till anhängare av den äldre linjen av huset Bourbon, vilka i stället kallades legitimister. Under Napoleon III var de i klar opposition mot styret men fick efter tysk-franska kriget en stark ställning. Splittring inom orléanisterna och motsättningen till legitimisterna omintetgjorde dock deras förhoppningar. Då legitimisterna efter greven av Chambordss död 1883 fick samma pretendent som orléanisterna, förenades de båda monarkistiska riktningarna.